# Новое Бошарово
Новое Бошарово — деревня в Сонковском районе Тверской области. Входит в состав Григорковского сельского поселения.

## География
Находится в восточной части Тверской области на расстоянии приблизительно 10 км по прямой на юг от районного центра поселка Сонково.

## История
Деревня была отмечена еще на карте Менде (состояние местности на 1848 год). В 1859 году здесь (тогда деревня Кашинского уезда Тверской губернии) было учтено 8 дворов.

## Население
Численность населения: 67 человек (1859 год), 8 (русские 97 %) в 2002 году, 16 в 2010.